# Pattonimus
Pattonimus – rodzaj ssaków z podrodziny bawełniaków (Sigmodontinae) w obrębie rodziny chomikowatych (Cricetidae).

## Zasięg występowania
Rodzaj obejmuje gatunki występujące endemicznie w Ekwadorze.

## Morfologia
Długość ciała (bez ogona) 9,5–14,5 cm, długość ogona 12–19 cm, długość ucha 1,4–2 cm, długość tylnej stopy 3,5–3,6 cm; masa ciała 25–110 g. Futro jest krótkie i gęste, na grzbiecie czerwonobrązowe z subtelną ciemniejszą pręgą pośrodku grzbietu, na brzuchu śliwkowe z żółtawym odcieniem, słabe cieniowanie; włosy czuciowe wargowe są obfite i dłuższe niż uszy, gdy są ułożone do tyłu; uszy są zaokrąglone, owłosione i małe; długi ogon który stanowi 130% łącznej długości głowy i ciała, i z wyglądu nagi, jednobarwny; samice mają 8 gruczołów mlekowych. 

## Systematyka
Rodzaj zdefiniował w 2020 roku międzynarodowy zespół zoologów (Ekwadorczycy Jorge Brito Molina, Nicolás Tinoco i Christian Miguel Pinto, Brazylijczycy Alexandre Reis Percequillo i Marcelo Weksler, Argentyńczyk Ulyses Francisco José Pardiñas oraz Niemka Claudia Koch) w artykule poświęconym nowemu rodzajowi ryżniakopodobnych gryzoni, wraz z opisem trzech nowych gatunków pochodzących z górskich lasów mglistych zachodnich Andów w Kolumbii i Ekwadoru, opublikowanym w czasopiśmie PeerJ. Gatunkiem typowym jest (oryginalne oznaczenie) Pattonimus ecominga. 

### Etymologia
Pattonimus: James L. Patton (ur. 1941), amerykański teriolog; łac. mus, muris ‘mysz’, od gr. μυς mus, μυoς muos ‘mysz’.

### Podział systematyczny
Do rodzaju należą następujące gatunki:
| Grafika | Gatunek             | Autor i rok opisu                                                         | Nazwa zwyczajowa | Podgatunki         | Rozmieszczenie geograficzne | Podstawowe wymiary                            | Status IUCN |
| ------- | ------------------- | ------------------------------------------------------------------------- | ---------------- | ------------------ | --- | --------------------------------------------- | ----------- |
|         | Pattonimus ecominga | Brito, C. Koch, Percequillo, Tinoco, Weksler, C.M. Pinto & Pardiñas, 2020 |                  | gatunek monotypowy | znany z kilku miejsc w rezerwacie Drácula, po zachodniej stronie Andów (Carchi); zakres wysokości: 1660–2340 m n.p.m.              | DC: 10,3–14,5 cm DO: 13,5–18,8 cm MC: 30–83 g | NE          |
|         | Pattonimus musseri  | Brito, C. Koch, Percequillo, Tinoco, Weksler, C.M. Pinto & Pardiñas, 2020 |                  | gatunek monotypowy | znany tylko z miejsca typowego po zachodniej stronie Andów (rzeka Rio Manduriacu, Imbabura); zakres wysokości: około 1200 m n.p.m. | DC: 9,5–14 cm DO: 12–19 cm MC: 25–110 g       | NE          |

Kategorie IUCN:  NE  – gatunki niepoddane jeszcze ocenie.